# 告別賽

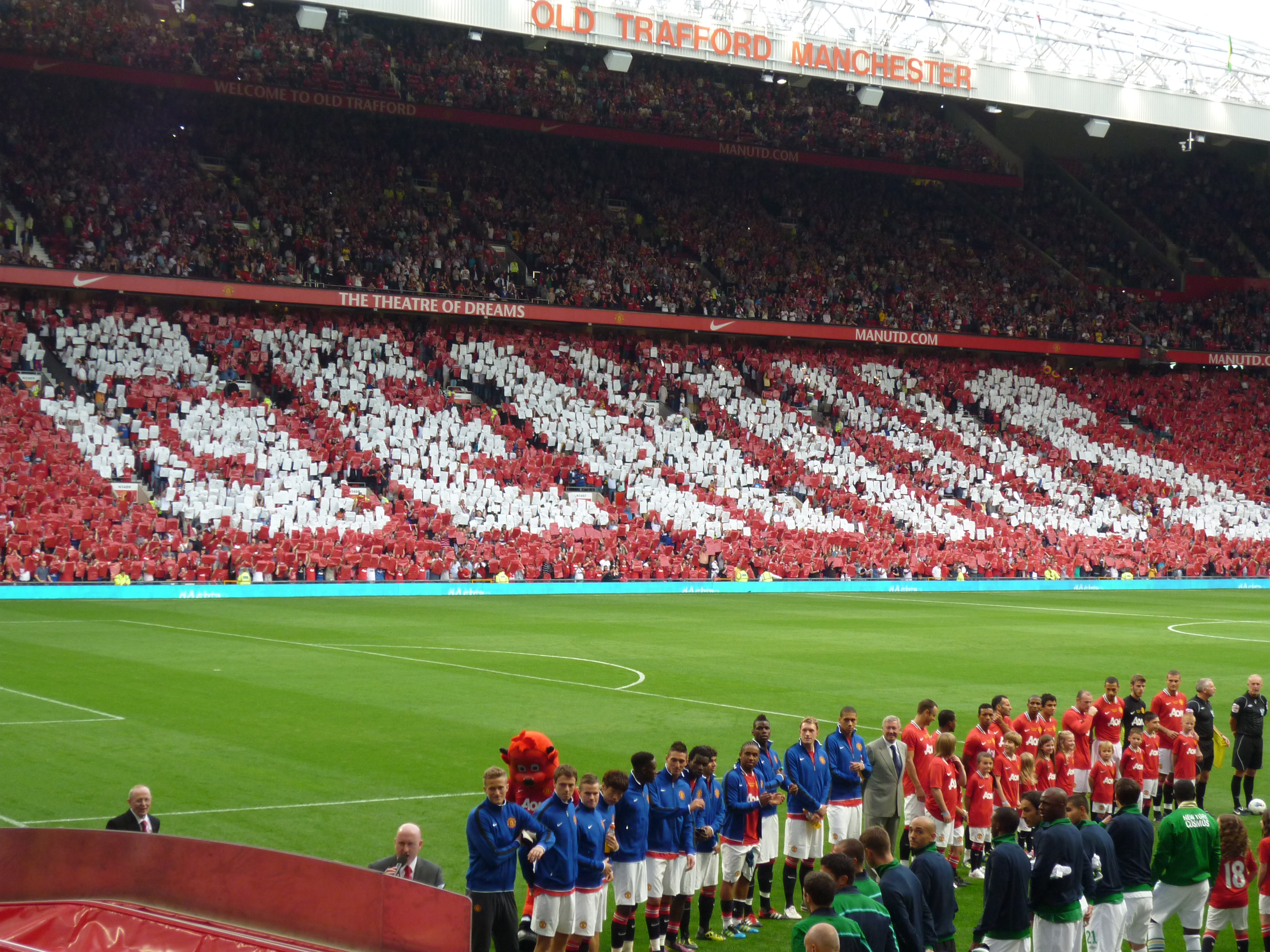
2011年，曼聯為已效力二十年的史高斯舉辦告別賽。在職業足球生涯中，史高斯只曾效力曼聯一支球會。

告別賽或紀念賽（英語：testimonial match）是在體育項目上如足球，球會為長期效力或傑出表現的球員舉行的一場比賽以表彰其對球會的貢獻。
球會會為那些效力了至少十年而即將離隊或退休的球員舉行，不過有時有些球會效力不足十年，但可能退休或已為球隊作出很大貢獻。這類賽事一般為非競賽性質，有時還有不少娛樂性十足的場面。通常球員會邀請一些該會名宿或其共事良久的隊友一起出席比賽，這些球員可以是已離隊、甚至只是國家隊的隊友。

## 歷史
告別賽在1950年代出現，並且在1970至80年代在英國足球普及。告別賽的本意是一些頂級的球會為了對競技水平已不處巔峰、逐漸在球隊暫不住腳的球星作出經濟補償。球會對於這類比賽一般會隆重其事，讓球員賺得一筆可觀的獎金以榮休或另謀高就。告別賽一般都是為份量較大的球星舉辦的另一個原因是這類賽事需要大量球迷撐場，若果該球會規模較小或者該球員的聲望不高，可能會出現入場人數不足的情況而造成尷尬。

### 近年
告別賽在現今球壇已經較少出現，因為最初用作表揚及經濟補助的用途已經不再合時宜。現時足球員的薪金大漲，效力頂級球會的球員更不愁經濟問題。而且，現時轉會市場更開放，球員很少會留效一支球隊長達十年，加上現時球員轉會普遍，和以前的球員為免受到公眾討伐而避免轉會的情況大相逕庭。不過，現時的告別賽中，那些長期效力一支球會的球星的告別賽依然很受球迷歡迎，入座率很高。
頂級足球界的告別賽仍然會表揚球員，但已漸趨慈善的方向發展，球員會將部份或全部在比賽中籌得的款項全數作為慈善活動。例如新特蘭和愛爾蘭國家隊的忠臣昆尼，在2002年於光明球場舉行的友誼賽所得的近一百萬英鎊全數撥捐慈善基金，以支持泰恩-威爾郡、愛爾蘭和印度的兒童醫院。而英格蘭欖球代表隊成員馬田·莊臣於2005年6月4日在舉行的告別賽中，邀得多名欖球球星助陣，為兒童及癌症慈善團體籌得大量款項。2010年9月4日，為利物浦效力15年的加歷查在晏菲路球場舉行的告別賽，為他的「23基金」籌得過百萬英鎊的善款。
2013年9月，侯斯頓戴拿模宣布舉行美職聯史上首場告別賽，以表揚即場退休的前鋒程拜仁。在9月13日舉行的比賽中，戴拿模方面更盡邀球會名宿及其他美職球星助陣。籌得款項已撥入程拜仁創辦的慈善團體「程之家」以及國際仁人家園。